# Семья вурдалаков
«Семья́ вурдалаков» — советский фильм режиссёров Игоря Шавлака (режиссёрский дебют) и Геннадия Климова, вышедший на экраны в 1990 году. Снят по мотивам рассказа А. К. Толстого «Семья вурдалака», действие которого перенесено в 1990-е годы. Фильм является вольной экранизацией и содержит множество отличий от книги.

## Сюжет
Фильм начинается с того, что в некой глухой деревне Яков, глава семьи, раскапывает свежую могилу, в надежде поживиться драгоценностями, снятыми с мертвеца. Неожиданно труп оживает и нападает на старика. Как впоследствии становится понятно, Яков умирает от полученных травм (укусов вампира).
Тем временем московского журналиста Игоря, который готовится к свадьбе, отправляют в командировку, в глухую провинцию, где он поселяется в семье недавно умершего Якова. В доме об умершем все говорят вполголоса и никто не произносит его имя. Как узнает Игорь, в этих краях ходит поверие, что если назвать покойного по имени, до истечения девяти дней, то умерший превратится в вурдалака. Малолетний внук Якова нарушает старинную заповедь, произнося имя деда, и вскоре тот приходит домой. Все его молча встречают и делают вид, что рады возвращению. Но ночью Яков тайно выводит внука из дома и нападает на него, а сам скрывается. Игорь, став свидетелем этой картины, поднимает шум. Вскоре мальчик умирает, а его отец Георгий уходит из дома убить Якова.
Тем временем Игорь влюбляется в дочь Якова Марию. Она просит, чтобы он уехал, иначе его жизнь будет в опасности. Игорь соглашается и после долгих колебаний уезжает. Вернувшись домой, он обнаруживает, что отсутствовал не три дня, как считал, а больше десяти. Невеста не хочет с ним разговаривать. Его постоянно преследуют видения, связанные с домом Якова.
Через несколько месяцев, проводя время с друзьями на зимней охоте, Игорь случайно отстал от друзей и оказался в том самом посёлке. Там он обнаружил пустые, занесённые снегом дома. А в старой церкви Игорь встречает Марию, которая говорит, что любит его и просит остаться, но Игорь понимает, она уже вурдалак. Он убегает, но члены семьи не хотят его отпускать и нападают на него. Игорю с трудом удаётся отбиться от нападений и убежать от них.

## В ролях
- Елена Караджова — Мария (в книге — Зденка)
- Игорь Шавлак — журналист Игорь (в книге — маркиз д’Юрфе)
- Николай Волошин — Яков, умерший старик, ставший вурдалаком (в книге — Горча)
- Юрий Катин-Ярцев — старик-реставратор
- Николай Кочегаров — Георгий
- Иван Щёголев — младший сын Якова (в книге — Пётр)
- Никита Симановский — сын Георгия
- Елена Земляникина-Крылатова — Анна
- Александр Рыжков — Александр Дмитриевич, шеф Игоря
- Всеволод Хабаров — художник

## Релиз
Премьера на территории СССР состоялась 1 декабря 1990 года. В 2024 фильм оцифрован и отреставрирован.

## Критика
Фильм получил в основном отрицательные отзывы критиков. Так на сайте IMDb его рейтинг составил 6.10 из 478 голосов. К минусам фильма относят плохо написанный сценарий и игру актёров. Вялое развитие событий и отсутствие острых моментов, сцены раскиданы и не имеют связи между собой. С оригинальным рассказом практически не имеет сходства, разве что в общих чертах.
К достоинствам картины критики относят тёмные и тусклые цвета, в которых снимался фильм, а также мрачную атмосферу и угнетающую музыку.
Как отмечает Дмитрий Карпюк (RussoRosso), «Жуть нагнетается очень умело, а из актёров в первую очередь можно выделить мальчика, сыгравшего внука Якова, — это фактически российский ответ Гейджу из „Кладбища домашних животных“ (1989). Единственное, что портит впечатление, — работа осветителя и качество плёнки, которые делают все ночные сцены непригодными к просмотру».
Мирон Черненко, рассматривая в журнале «Искусство кино» (№ 8, 1992) российские фильмы ужасов 1990-х, писал про фильм:

«Семья вурдалаков» вроде бы попроще и без особых затей. Она представляет собой почти исчерпывающий набор классических атрибутов «хоррора»: страшное заклятие умирающего, цепная реакция превращения его родных и близких в упырей, осиновый кол как радикальное средство от вампиризма, невозможность избавления от чар, полная амнезия как следствие потери крови… Одним словом, авторы фильма достаточно хорошо вооружились необходимым арсеналом, однако и они останавливаются как бы на полпути между фильмом ужасов и многочисленными подробными объяснениями происходящего, постоянно теряя и ритм, и атмосферу, и сам ужас, который как-то вязнет и угасает в лишних подробностях…
Сербский кинокритик Деян Огнянович при этом отмечал, что «Семья вурдалаков» «довольно неуклюже пытается „модернизировать“ эту историю [Толстого] и перенести её в настоящее время». Также, по его мнению, это  уныло-невнятный фильм, вгоняющий в летаргию.